# Jakobsberg (Schweden)
Jakobsberg ist der Hauptort der schwedischen Gemeinde Järfälla in der Provinz Stockholms län. Jakobsberg ist mit Stockholm zusammengewachsen und zählt deshalb zum Tätort Stockholm. Der Ort hat seinen Ursprung im mittelalterlichen Dorf Vibbla, das erstmals 1347 erwähnt wurde. Namensgebend für Jakobsberg war Jakob Lilliehöök, ein Freiherr und Major der auf dem Gemeindegebiet einen Gutshof besaß.
Jakobsberg war bis ins Jahre 1970 ein eigener Tätort. Den größten Bevölkerungszuwachs erfuhr der Ort zwischen 1960 und 1965. Die Zahl der Einwohner stieg in diesem Zeitraum von 8.479 auf 19.120 Personen.
Jakobsberg ist über eine Haltestelle des Vorortzuges Pendeltåg der SL mit der Stockholmer Innenstadt verbunden.
Ein markantes Landzeichen war lange die Windmühle auf dem Hügel Kvarnbacken, die im Juli 2005 niederbrannte. Der erste Vorgängerbau dieser Mühle stammte aus dem 18. Jahrhundert. Auf dem Hügel finden auch die jährlichen Walpurgisnacht- und Mittsommerfeste des Ortes statt.

## Söhne und Töchter der Stadt
- Mikael Persbrandt (* 1963), Schauspieler